# Tadeusz Seib
Tadeusz Józef Seib (ur. 24 października 1885 w Krakowie, zm. ? we Lwowie) – polski działacz społeczny, nauczyciel, polityk, poseł na Sejm i senator w II RP.

## Życiorys
Uczęszczał do szkoły w Jaśle. W wieku 12 został osierocony. W dzieciństwie pracował dorywczo w Krakowie, m.in. jako chłopiec na posyłki w sklepie Wentzla oraz jako pomocnik w cukierni „Zielony Balonik”. Otrzymał stypendium na naukę w seminarium nauczycielskim w Krośnie, dorabiał korepetycjami. Od 1909 roku uczył w szkołach elementarnych, choć egzamin na nauczyciela szkół ludowych zdał dopiero w 1911 roku. W okresie późniejszym ukończył również Szkołę Nauk Politycznych w Warszawie.
W 1914 roku został zmobilizowany i do marca 1915 roku walczył na froncie karpackim w 18. pułku austriackiej obrony krajowej. W tym roku został zwolniony z wojska z powodu inwalidztwa i zdał w 1916 roku egzamin na nauczyciela szkół wydziałowych. Do 1918 roku uczył w szkołach elementarnych w Krośnie, gdzie był również przewodniczącym „Ogniska nauczycielskiego” i członkiem rady przybocznej miejscowego starosty. Na terenie powiatu organizował też kółka rolnicze, kooperatywy spożywcze, spółki oszczędnościowe i pożyczkowe. W 1918 roku organizował wiece protestacyjne przeciw pokojowi brzeskiemu z Ukrainą. 
W styczniu 1919 roku został wybrany z listy PSL „Lewicy” w okręgu wyborczym nr 41 (okręg Jasło, Krosno i Sanok) na posła na Sejm Ustawodawczy (1919–1922). W czasie wojny polsko-bolszewickiej w 1920 roku był członkiem Komitetu Obrony Państwa i organizował werbunek ochotników. Od 1922 roku razem z Józefem Putkiem redagował „Sztandar Chłopski”, zamieszczał też tam swoje artykuły. W sierpniu 1922 roku – wraz z Józefem Putkiem i Józefem Bochenkiem – odszedł od PSL Lewicy i przyłączył się do PSL „Wyzwolenie”. Z ramienia tej partii w listopadzie 1922 roku został wybrany na posła do Sejmu I kadencji (1922–1927). W latach 1923–1924 i 1926–1927 był członkiem Zarządu Głównego PSL „Wyzwolenie”, a w latach 1927–1929 – zastępcą członka ZG. Od maja 1926 roku do lipca 1927 roku był sekretarzem ZG PSL „Wyzwolenie”, a od grudnia 1926 roku do początku 1928 roku – sekretarzem klubu parlamentarnego tej partii. W końcu lat 20. zerwał z ruchem ludowym i opowiedział się po stronie obozu Piłsudskiego.
Od listopada 1918 roku do listopada 1927 roku był kierownikiem publicznej szkoły powszechnej w Krościenku Wyżnym. Rozporządzeniem Ministra Wyznań Religijnych i Oświecenia Publicznego z 29 listopada 1927 został przeniesiony z tego stanowiska na posadę prowizorycznego zastępcy inspektora szkolnego powiatu łódzkiego. Od listopada 1931 był inspektorem szkolnym powiatu łódzkiego. W listopadzie 1932 roku objął inspektorat szkolny powiatu toruńskiego. Przy tym inspektoracie zorganizował Ośrodek Poszukiwań Etnograficznych i redagował wydawnictwo tego ośrodka. Był również w latach 1933–1938 redaktorem miesięcznika „Przysposobienie Obywatelskie” oraz (w latach 1936–1937) pisma „Straż nad Wisłą”. Z Torunia został przeniesiony na stanowisko inspektora szkolnego w Rzeszowie z dniem 1 listopada 1938.
We wrześniu 1935 roku został wybrany na zastępcę senatora IV kadencji (1935–1938) z województwa pomorskiego. Jego poprzednik, Stanisław Tor zrzekł się mandatu i Seib został zaprzysiężony na senatora 12 grudnia 1935 roku. W senacie pracował w komisji oświatowej.
Po wybuchu II wojny światowej, we wrześniu 1939 roku został ewakuowany z Rzeszowa do Lwowa. Próbując przekroczyć granicę radziecko-węgierską został 3 grudnia 1939 roku aresztowany przez NKWD. Był więziony w Skolem i w Stanisławowie, następnie skazany na 8 lat więzienia. 23 września 1941 roku na mocy układu Sikorski-Majski został zwolniony z obozu Karłag  w Kazachstanie. Zaginął w niewyjaśnionych okolicznościach na terenie ZSRR. Dalsze losy Tadeusza Seiba i jego rodziny nie są znane.

## Życie prywatne
Był synem Juliana, rzemieślnika i działacza socjalistycznego, oraz Katarzyny z Ibramów. Został osierocony w wieku 12 lat. Ożenił się z Jadwigą Żółkiewicz, z którą miał pięcioro dzieci.

## Ordery i odznaczenia
- Złoty Krzyż Zasługi (10 listopada 1933)[8]
- Honorowa Odznaka Komendancka PW (1934)[9]